# Grand Gobemouche
Niltava grandis
Espèce
Statut de conservation UICN

 LC  : Préoccupation mineure
Le Grand gobemouche (Niltava grandis) est une espèce de passereaux de la famille des Muscicapidae.

## Répartition et sous-espèces
Selon la classification de référence du Congrès ornithologique international (14.2, 2024) :
- N. g. grandis (Blyth, 1842) — est de l'Himalaya et nord-ouest de l'Indochine ;
- N. g. griseiventris La Touche, 1921 — sud-est du Yunnan ;
- N. g. decipiens Salvadori, 1891 — monts Titiwangsa et Bukit Barisan ;
- N. g. decorata Robinson & Kloss, 1919 — plateau du Lang Bian (en).